# Петер Пелегрини
Петер Пелегрини (на словашки: Peter Pellegrini) е словашки политик, министър-председател на Словакия от 22 март 2018 до 20 март 2020 г. и президент на страната от 15 юни 2024 г.

## Биография
Роден е на 6 октомври 1975 г. в Банска Бистрица, Чехословакия. Икономист по образование. Учи в Университета в Матея-Бела (Банска Бистрица) и в Техническия университет (Кошице). Владее английски, немски и руски език. Има отдалечени италиански корени, откъдето и е фамилното му име.

## Политическа кариера
През 2006 г. е избран за национален съвет от партията „Посока – социална демокрация“. За два мандата той работи в комисиите по икономическа политика, както и по финанси и бюджет. От 2012 до 2014 г. е държавен секретар в Министерството на финансите на Словакия. От юли до ноември 2014 г. ръководи Министерството на образованието, науката и спорта. От 2014 г. до 2016 г. е бил председател на словашкия парламент.